# Nordic Combat Uniform
Die Nordic Combat Uniform oder kurz NCU ist ein Kampfbekleidungssystem der Nordefco-Staaten, Norwegen, Schweden, Finnland und Dänemark. Es ist das erste Mal, dass die Nordefco eine Beschaffung gemeinsam in dieser Größenordnung durchführt.
NCU wurde im Jahr 2016 gestartet. 2022 erhielt der Bieter Oskar Pedersen den Zuschlag über einen Liefervertrag im Volumen von 425 Millionen Euro. Als direkte Lieferanten für Oskar Pedersen dienen die Costas Siamidis SA, Layers AS, Aclima AS, Woolpower AB und W. L Gore & Associates GmbH. Weiter sind die Unternehmen La Griffe SRL, Climashield, D3O, YKK, Coats und Due Emme auch als Sublieferanten involviert.
Während der Beschaffung bestand Schweden darauf, dass die Uniformen für Männer und Frauen jeweils angepasst sein müssen, denn bei den bisherigen Uniformen hatten weibliche Soldaten immer wieder Probleme bekundet, dass diese nicht an ihre Körperform angepasst seien. Entsprechend ist die Uniform in 30 Kleidergrößen erhältlich. Auch wird nun nicht nur nach Körpergröße und Körpergewicht unterschieden, sondern nach weiteren Körperkriterien.
Das Bekleidungssystem ist in sechs Schichten aufgeteilt (von Schicht 0 bis Schicht 5) und werden dort jeweils noch weiter aufgeteilt. Vom Soldaten müssen jedoch nicht alle Schichten getragen werden, außer Schicht 0, welche die Unterwäsche darstellt (das T-Shirt aus der Schicht muss jedoch nicht getragen werden) und die Hose in Schicht 2A. Die Schichten sind die Base Layer aus Schicht 0, 1A und 1B, der Combat Layer aus den Schichten 2A und 2B. Weiter gibt es den Wärmeschutzlayer aus den Schichten 3A und 3B, den Regenschutz aus Schicht 4 und das SnowCamo beziehungsweise Wintertarnanzug aus Schicht 5. Das System kann in vier Konfigurationen genutzt werden. Zwei Winterkonfigurationen für −49 °C und −19 °C sowie eine Dschungel- und Wüstenkonfiguration. Jede Nation behält ihr Tarnmuster, jedoch veränderte Norwegen mit der Einführung der Kleidung sein Tarnmuster leicht.
Den Soldaten werden mit Ausgabe der neuen Uniformen angehalten, diese selbst zu reparieren und erhalten dazu entsprechend ein Reparaturset. Auch wurde bei der Beschaffung darauf geachtet, dass die Uniformen vermehrt mit Knöpfen statt Reißverschlüssen ausgestattet sind.
In Norwegen werden die Uniformen ab 2025 ausgegeben und werden zuerst an die Verbände im Norden geliefert, bis auch die weiteren Verbände im Süden ihre neuen Uniformen erhalten werden.